# Nikolai Nikolajewitsch Chrenkow
Nikolai Nikolajewitsch Chrenkow (russisch Никола́й Никола́евич Хренко́в; * 15. Juli 1984 in Krasnojarsk-26; † 2. Juni 2014 in der Region Krasnojarsk) war ein russischer Bobanschieber.

## Leben
Im Viererbob von Alexander Subkow gewann er 2011 und 2012 jeweils eine Silbermedaille bei Europameisterschaften. Bei den Olympischen Winterspielen 2014 in Sotschi erreichte er den 15. Platz im Viererbob. Er starb bei einem Verkehrsunfall auf der Straße von Krasnojarsk in seine Heimatstadt Schelesnogorsk, wo er seine Eltern besuchen wollte. Sein Wagen stieß beim Überholen mit einem entgegenkommenden Fahrzeug zusammen.